# Джейсон Цукер
Джейсон Цукер (англ. Jason Zucker, нар. 16 січня 1992, Ньюпорт-Біч) — американський хокеїст, крайній нападник клубу НХЛ «Піттсбург Пінгвінс».

## Сім'я
Народився в єврейській сім'ї. Його мати Наталі Цукер — фігуристка, а батько Скотт Цукер — генеральний підрядник, який будував ковзанки та роледроми. У Джейсона є два старших брати, Еван та Адам, і молодші сестра Кіммі та брат Камерон.

## Ігрова кар'єра
Хокейну кар'єру розпочав 2008 року виступами за юніорську збірну США в одній із ліг США. У складі юніорської збірної США став двічі чемпіоном світу в 2009 та 2010 роках. У 2010 у молодіжній збірній США став чемпіоном світу, а ще через рік бронзовим призером.
2010 року був обраний на драфті НХЛ під 59-м загальним номером командою «Міннесота Вайлд».
У сезоні 2010–11 Джейсон дебютував у складі університетської команди Денвер. Наступного сезону його обрали до команди всіх зірок ліги НКАА.
29 березня 2012 дебютував у складі «Міннесота Вайлд» у матчі проти «Флорида Пантерс». 17 лютого 2013 відзначився першим голом у воротах Петра Мразека в переможному матчі проти «Детройт Ред Вінгз».
Під час локауту в сезоні 2012–13 Джейсон захищав кольори «Х'юстон Аерос». Наступний сезон він частково пропустив через травму.
За підсумками регулярного чемпіонату 2014–15 Цукер відіграв 51 гру та набрав 26 очок, з них 21 гол.
У червні 2016 уклав дворічний контракт.
У сезоні 2016–17 нападник встановлює власний рекорд по набраних очках — 47 (22+25).
9 листопада 2017 Джейсон відзначається першим хет-триком у матчі проти «Монреаль Канадієнс». За підсумками сезону його номінують на Приз Кінга Кленсі. 25 липня 2018 Цукер уклав новий п'ятирічний контракт з командою «Міннесота Вайлд». 
13 жовтня 2018 Джейсон закинув 100-ту шайбу в матчі проти «Кароліна Гаррікейнс». Він став сьомим гравцем клубу, який досяг сто закинутих шайб у складі «Вайлд».
10 лютого 2020 його обміняли на гравця «Піттсбург Пінгвінс» Алекса Гальченюка.

## Нагороди та досягнення
- Нагорода Плюс-Мінус — 2017.
- Приз Кінга Кленсі — 2019.[18]

## Статистика

### Клубні виступи
| 2008–09      | Юніорська збірна США | ХЛСШ         | 52  | 13  | 10  | 23  | 63  | —  | — | — | — | — |
| 2009–10      | Юніорська збірна США | ХЛСШ         | 22  | 11  | 7   | 18  | 23  | —  | — | — | — | — |
| 2010–11      | Університет Денвер   | НКАА         | 40  | 23  | 22  | 45  | 59  | —  | — | — | — | — |
| 2011–12      | Університет Денвер   | НКАА         | 38  | 22  | 24  | 46  | 38  | —  | — | — | — | — |
| 2011–12      | «Міннесота Вайлд»    | НХЛ          | 6   | 0   | 2   | 2   | 2   | —  | — | — | — | — |
| 2012–13      | «Х'юстон Аерос»      | АХЛ          | 55  | 24  | 26  | 50  | 43  | 1  | 0 | 0 | 0 | 4 |
| 2012–13      | «Міннесота Вайлд»    | НХЛ          | 20  | 4   | 1   | 5   | 8   | 5  | 1 | 1 | 2 | 0 |
| 2013–14      | «Айова Вайлд»        | АХЛ          | 22  | 8   | 5   | 13  | 55  | —  | — | — | — | — |
| 2013–14      | «Міннесота Вайлд»    | НХЛ          | 21  | 4   | 1   | 5   | 2   | —  | — | — | — | — |
| 2014–15      | «Міннесота Вайлд»    | НХЛ          | 51  | 21  | 5   | 26  | 18  | 10 | 2 | 1 | 3 | 2 |
| 2015–16      | «Міннесота Вайлд»    | НХЛ          | 71  | 13  | 10  | 23  | 20  | 6  | 0 | 2 | 2 | 2 |
| 2016–17      | «Міннесота Вайлд»    | НХЛ          | 79  | 22  | 25  | 47  | 30  | 5  | 1 | 0 | 1 | 2 |
| 2017–18      | «Міннесота Вайлд»    | НХЛ          | 82  | 33  | 31  | 64  | 44  | 5  | 0 | 0 | 0 | 0 |
| 2018–19      | «Міннесота Вайлд»    | НХЛ          | 81  | 21  | 21  | 42  | 28  | —  | — | — | — | — |
| 2019–20      | «Міннесота Вайлд»    | НХЛ          | 45  | 14  | 15  | 29  | 19  | —  | — | — | — | — |
| Усього в НХЛ | Усього в НХЛ         | Усього в НХЛ | 456 | 132 | 111 | 243 | 171 | 31 | 4 | 4 | 8 | 6 |

### Збірна
| Рік              | Команда          | Турнір           | Місце            | І  | Г  | П  | О  | ШХ |
| ---------------- | ---------------- | ---------------- | ---------------- | -- | -- | -- | -- | -- |
| 2009             | США              | ЮЧС18            | 1                | 7  | 1  | 5  | 6  | 0  |
| 2010             | США              | ЮЧС18            | 1                | 7  | 4  | 3  | 7  | 2  |
| 2010             | США              | МЧС              | 1                | 7  | 2  | 0  | 2  | 2  |
| 2011             | США              | МЧС              | 3                | 4  | 1  | 0  | 1  | 0  |
| 2012             | США              | МЧС              | 7-е              | 6  | 3  | 4  | 7  | 2  |
| Молодіжна збірна | Молодіжна збірна | Молодіжна збірна | Молодіжна збірна | 31 | 11 | 12 | 23 | 6  |